# Dachslöcher bei Bergweiler
Das Naturschutzgebiet Dachslöcher bei Bergweiler ist das kleinste Naturschutzgebiet im Landkreis Bernkastel-Wittlich in Rheinland-Pfalz. Das 0,93 ha große Gebiet, das im Jahr 1986 unter Naturschutz gestellt wurde, erstreckt sich nördlich der Ortsgemeinde Bergweiler. Unweit westlich verläuft die Kreisstraße K 45 und unweit südlich die  A 60.
Schutzzweck ist die Erhaltung einer nährstoffarmen Stillwasserfläche mit ihren Verlandungszonen in einem ehemaligen Kiesgrubengebiet als Lebensraum seltener und bestandsgefährdeter Tier- und Pflanzengesellschaften.